# 세포내이입

다양한 세포내이입

세포내이입(細胞內移入, 영어: endocytosis)은 세포가 에너지를 이용하여 단백질 같은 분자를 세포 내로 옮기는 과정이다. 세포내 섭취(細胞內攝取) 또는 내포작용(內包作用)이라고도 한다. 세포에게 필요한 물질은 극성 분자인 경우가 많아 소수성 세포막을 지날 수 없기 때문에 특수한 운송 과정이 필요하다. 세포내이입과 반대되는 과정은 세포외유출이다.

## 세포내이입 경로

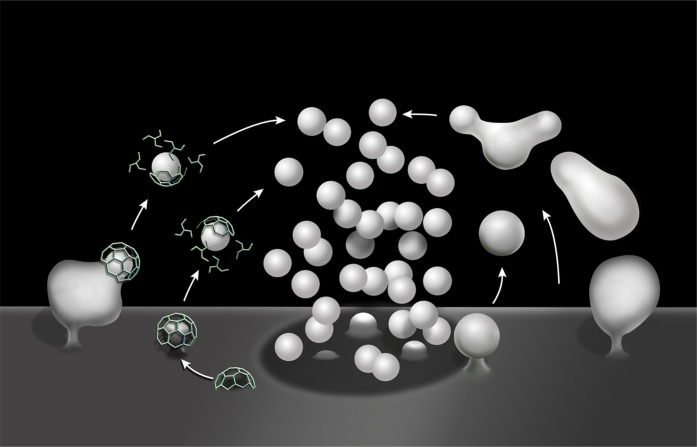
시냅스 소포 막에서 일어나는 클라트린 매개 세포내이입(왼쪽)과 클라트린 비의존성 세포내이입 모식도

세포내이입 경로는 아래 네 부류로 나뉜다.
- 클라트린 매개 세포내이입은 지름 100 nm 정도의 작은 소포에 의해 매개된다. 소포는 단백질 복합체(대개 세포질 단백질인 클라트린)로 이루어진 피막으로 둘러싸여 있다. 클라트린 피막 소포는 거의 모든 세포에 있고, 클라트린 피막 홈(clathrin-coated pit)이라고 하는 원형질막의 특정한 구역을 이룬다. 리간드가 수용체에 결합하면 피막 홈에서 수용체가 집합하여 리간드를 세포내이입한다. 리간드에는 저밀도 지질단백질, 트랜스페린, 성장 인자, 항체 등이 있다.
- 카베올리(caveolae)는 세포내이입 싹(bud) 중 클라트린 피막 이외에 가장 흔한 구조이다. 카베올리는 콜레스테롤 결합 단백질 카베올린(caveolin, Vip21), 콜레스테롤과 당지질이 풍부한 이중층 막으로 이루어진다. 카베올리는 지름이 약 50 nm인 플라스크형 홈으로 동굴(cave) 모양과 유사하다(이름의 어원).[3] 평활근, 제1형 허파꽈리세포(호흡허파꽈리세포), 섬유모세포, 지방세포, 혈관내피세포 등에는 특히 카베올리가 풍부하여 막의 1/3까지 채울 수 있다.[4] 포토사이토시스(potocytosis)는 카베올리를 사용하여 수용체에 붙은 분자를 세포에 들여온다.[3]
- 거대음작용(macropinocytosis)은 원형질막의 매우 주름진 영역에서 일어난다. 세포막을 주머니 형태로 함입하고 소포를 형성하도록 찝어서 막에서 분리한다. 지름은 0.5-5 μm이다. 소포에는 클라트린 피막 소포의 ~100배에 해당하는 세포외액과 세포외 분자가 들어있고, 이들은 무작위로 소포에 들어간다. 소포는 이후 세포질액에서 엔도솜이나 리소좀 등 다른 소포와 융합한다.[5]
- 포식작용은 세포가 지름 0.75 μm 정도의 입자와 결합하여 세포 내로 들여오는 과정이다. 특정한 세포만 포식작용을 한다. 포식작용되는 입자에는 크기가 작은 먼지 입자, 세포 잔해, 미생물, 세포자살한 세포 등이 있다. 포식작용은 클라트린 매개 세포내이입이나 카베올리 경로에 비하여 큰 막 영역을 흡수한다.

최근 연구에 따르면 이렇게 형태학적으로 세포내이입 과정을 분류하는 것은 부적당하고, 클라트린에 의존하는 특정한 경로 및 그 아형과 클라트린에 의존하지 않는 세포내이입으로 분류하는 것이 더 적절한 방법이다. 포식작용도 아니고 클라트린에 의존하지도 않는 세포내이입이 기계적으로 어떻게 일어나는지에 대한 연구는 아직 부족하다. Graf1라는 단백질이 클라트린 비의존적이고 매우 흔한 세포내이입 경로인 CLIC/GEEC 경로를 어떻게 조절하는지 연구된 바 있다. Graf1은 작은 G 단백질 신호전달과 막 개조 과정 사이의 협력을 통하여 소포에 있는 화물이 세포 내로 들어오게 한다.

## 주요 구성요소
포유류 세포의 세포내이입은 별개의 막 구획을 통해 이루어진다. 세포내이입에 쓰인 구성요소는 원형질막에서 분자를 안으로 들여오고 다시 세포 표면으로 돌아가거나(초기 엔도솜과 재활용 엔도솜), 분해된다(후기 엔도솜과 리소좀). 세포내이입 경로의 주요 구성요소는 아래와 같다.
- 초기 엔도솜은 세포내이입된 소포가 처음 만나는 구조물이다. 초기 엔도솜은 세포의 가장자리에 주로 위치하고 세포 표면으로부터 들어오는 모든 종류의 소포를 받는다. 초기 엔도솜은 특징적인 대롱이 있는 소포 구조로, 소포 지름은 최대 1 μm이고 연결된 대롱의 지름은 약 50 nm이다. 내부는 약산성을 띤다. 초기 엔도솜은 기본적으로 분류 기능을 하는 세포소기관이다. 엔도솜 내의 약산성 pH에서 수용체는 리간드와 분리되어 대롱을 통해 세포 표면으로 돌아간다.[7][8] 트랜스사이토시스(transcytosis) 경로로 가는 다소포체(multivesicular body)와 엔도솜 운반 소포(endosomal carrier vesicle)도 여기서 분류된다.
- 후기 엔도솜은 세포내이입으로 들어와 리소좀으로 가는 물질을 받는다. 초기 엔도솜에 있는 물질, 생합성 경로에서 트랜스 골지 경로로 온 물질, 포식작용으로 포식소체에 들어온 물질이 여기 포함된다.[9] 후기 엔도솜은 소포나 리소좀 막 당단백질이나 산성 가수분해효소 등 리소좀의 특성을 띠는 막 구조 혹은 단백질을 포함하고 있다. 산성(pH 5.5)이고, 6-인산 만노스 표지가 붙은 리소좀 효소를 수송하는 6-인산 만노스 수용체 수송 경로의 일부이다. 후기 엔도솜은 리소좀으로 물질이 운반되기 전에 최종 분류하는 역할을 한다.
- 리소좀은 세포내이입 경로의 마지막 구획이다. pH 4.8이고 전자현미경 상에서는 대개 지름이 1-2 μm인 액포에 전자 밀도가 높은 모습으로 나타난다. 리소좀은 세포에서 가수분해를 담당하는 구획으로,[10][11] 세포질그물에서 합성되어 골지체에서 수식을 거친[12] 40여 종의 가수분해효소가 들어있다. 주로 세포 폐기물, 지방, 탄수화물, 단백질 및 기타 거대분자를 단순한 화합물로 분해하는 기능을 한다. 분해 산물은 세포질로 돌아가 세포를 구성하는 새로운 물질로 쓰인다.

아이소좀(eisosome)이 효모에서 세포내이입 관문으로 작용한다는 보고가 있다.

## 클라트린 매개 세포내이입

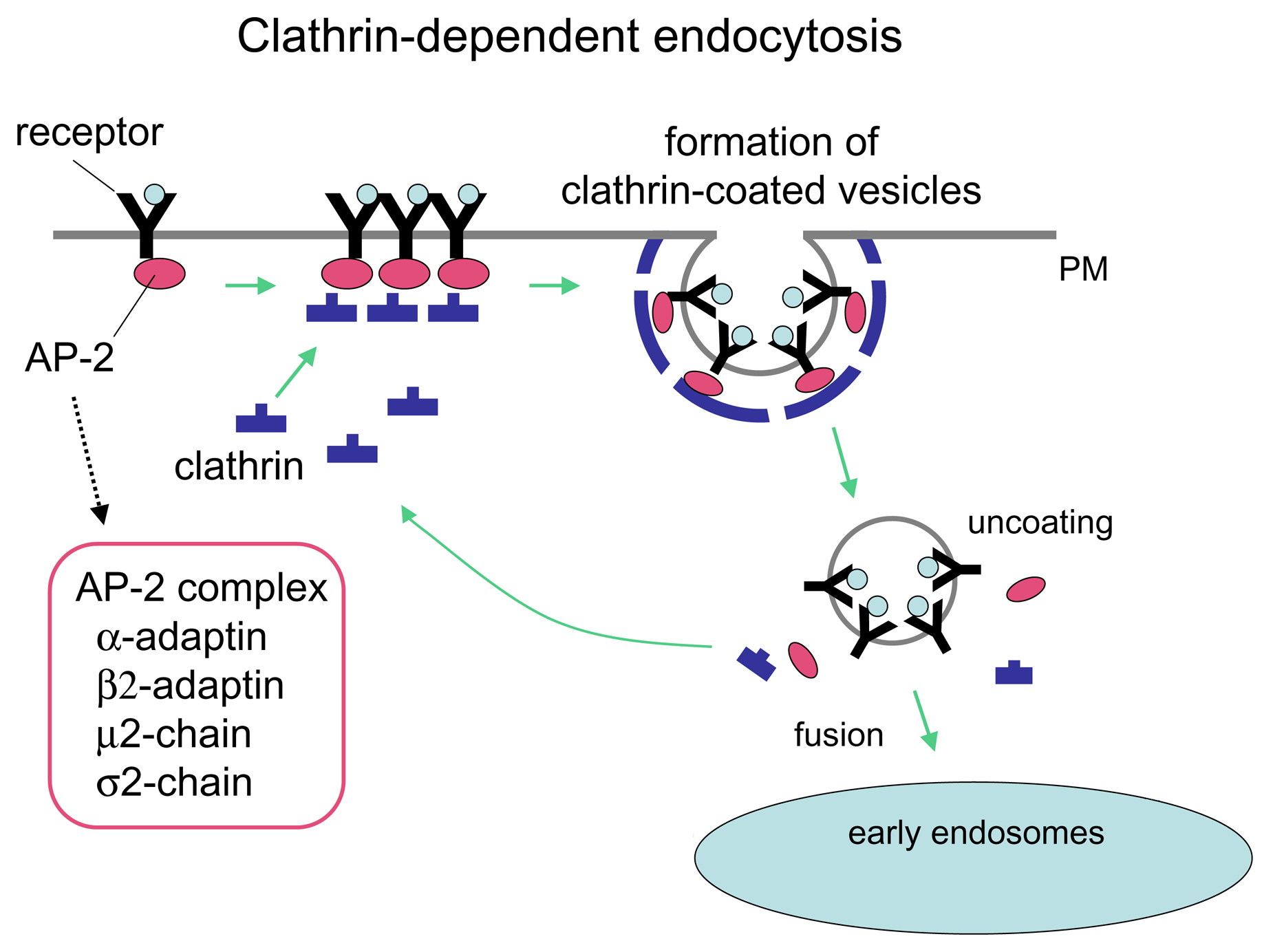
클라트린 매개 세포내이입

클라트린 매개 세포내이입은 세포내이입 경로 중 가장 빈번하게 일어난다. 클라트린은 원형질막 안쪽 표면에 피막 홈을 형성한다. 홈은 세포질로 함입되어 피막으로 둘러싸인 소포를 형성한다. 이 과정에서 세포 표면의 작은 영역과 소량의 세포외액이 세포 내로 들어온다.
피막은 소포를 만들기 위하여 막을 변형시키고, 소포에 들어갈 화물을 선택하는 기능도 한다. 지금까지 밝혀진 피막 복합체는 피막 단백질 I(COP-I), II(COP-II), 클라트린이 있다. 클라트린 피막은 주요 수송 단계에 관여한다. 원형질막에서 초기 엔도솜으로 수용체 매개 세포내이입과 액상 세포내이입, 트랜스 골지망에서 엔도솜으로 운반 등이 그것이다. 클라트린은 원형질막의 세포질쪽 면에 붙어서 오목한 홈을 형성하고, 함입과 분리를 거친다. 배양된 세포에서 클라트린 피막 홈이 소포로 분리되기까지 최대 1분이 걸리고, 분당 수 백에서 수 천개의 소포가 생성된다. 클라트린 피막 구조를 이루는 주요소는 클라트린 중쇄(190 kD)와 경쇄(25 kD)이고, 다리가 셋인 삼합체 트리스켈리온(triskelion)을 이룬다.
소포는 물질을 특이적으로 농축하고 특정 단백질은 제외한다. 원형질막에 있는 AP2 연결기(AP2 adaptor)가 이 기능을 한다. 포유류 세포의 피막 소포에 흔히 있는 수용체로는 LDL을 혈류에서 제거하는 저밀도 지질단백질 수용체, 트랜스페린에 결합한 철 이온(ferric ion)을 세포 내로 가져오는 트랜스페린 수용체, 표피성장인자 등 특정 분자의 수용체가 있다.
섬유모세포 막의 25%는 피막 홈으로 이루어져 있다. 피막 홈이 세포로 함입하기 전에 약 1분간 지속되므로, 섬유모세포는 스스로의 표면을 16분에 한 번씩 교체한다. 피막 소포의 지름은 36 nm, 수명은 수 초 이내이다. 피막 홈이 소포로 전환되는 데에는 클라트린 이외에 세포질 단백질 다이나민(dynamin)과 연결기 어댑틴(adaptin)이 관여한다.
피막 홈과 소포는 맷 라이언스(Matt Lions)와 파커 조지(Parker George)가 전자현미경으로 조직 절편을 관찰하던 중 처음 발견하였다. 저밀도 지질단백질을 혈류에서 제거하는 과정에서 피막 홈의 중요성을 발견한 것은 R. G. 앤더슨(Anderson), 마이클 스튜어트 브라운( Michael S. Brown), 조지프 골드스타인(Joseph L. Goldstein)이다(1976년). 피막 소포는 클라트린 피막 분자를 발견한 바버라 피어스에 의해 처음 분리 정제 되었다.

## 같이 보기
- 능동수송
- 세포 외 유출
- 식작용
- 음세포작용